# Milan Football Club 1930-1931
Questa voce raccoglie le informazioni riguardanti il Milan Football Club nelle competizioni ufficiali della stagione 1930-1931.

## Stagione

Pietro Arcari, al Milan dal 1930 al 1936

Nell'anno del trentennale di fondazione della società, per festeggiare l'anniversario, il Milan organizza il "Torneo del trentennale", competizione calcistica giocata tra i rossoneri, la Pro Vercelli, gli ungheresi dell'Újpest Football Club e gli svizzeri del Football Club Lugano. Il torneo, organizzato male dalla società, vedrà la conclusione due anni dopo il suo inizio. Il trofeo sarà poi vinto dalla Pro Vercelli.
Dopo un calciomercato importante, durante il quale i rossoneri tesserano, tra gli altri, Mario Magnozzi e Pietro Arcari, il Milan ripete il deludente campionato precedente, questa volta con un 12º posto finale con 15 sconfitte in 34 incontri. Nonostante un calciomercato votato al rafforzamento della squadra, i rossoneri partono molto male (2 pareggi e 4 sconfitte nelle prime 6 giornate) anche a causa dell'infortunio di Magnozzi nella partita inaugurale del torneo: questo inizio di campionato pregiudica poi l'intera stagione, con la squadra che non riesce a risollevarsi.
Nel 1930 il Milan trasferisce la sua sede da via Meravigli 7 al "Telegrafo Milan Club" di via Gaetano Negri 8.

## Divise
| Casa | Trasferta |

## Organigramma societario
Area direttiva
- Presidente: Mario Benazzoli

Area tecnica
- Direttore sportivo: Anteo Carapezzi
- Allenatore: Engelbert König

## Rosa
| N. |                   | Ruolo | Calciatore                |
| -- | ----------------- | ----- | ------------------------- |
|    | Italia (bandiera) | P     | Giuseppe Carmignato       |
|    | Italia (bandiera) | P     | Dario Compiani            |
|    | Italia (bandiera) | D     | Luigi Perversi            |
|    | Italia (bandiera) | D     | Francesco Pomi            |
|    | Italia (bandiera) | D     | Alessandro Schienoni      |
|    | Italia (bandiera) | C     | Orlando Bocchi            |
|    | Italia (bandiera) | C     | Guglielmo Borgo           |
|    | Italia (bandiera) | C     | Antonio De Carli          |
|    | Italia (bandiera) | C     | Luigi Galetti             |
|    | Italia (bandiera) | C     | Mario Magnozzi (capitano) |

| N. |                      | Ruolo | Calciatore            |
| -- | -------------------- | ----- | --------------------- |
|    | Italia (bandiera)    | C     | Giuseppe Marchi       |
|    | Italia (bandiera)    | C     | Luigi Oscar Moroni    |
|    | Italia (bandiera)    | A     | Pietro Arcari         |
|    | Italia (bandiera)    | A     | Attilio Kossovel      |
|    | Italia (bandiera)    | A     | Angelo Minoia         |
|    | Argentina (bandiera) | A     | José Ponzinibio       |
|    | Italia (bandiera)    | A     | Giulio Rossi          |
|    | Italia (bandiera)    | A     | Giuseppe Santagostino |
|    | Italia (bandiera)    | A     | Roberto Sternisa      |
|    | Italia (bandiera)    | A     | Giuseppe Torriani     |

## Calciomercato
| Acquisti | Acquisti         | Acquisti   | Acquisti |
| R.       | Nome             | da         | Modalità |
| -------- | ---------------- | ---------- | -------- |
| A        | Pietro Arcari    | Codogno    | -        |
| D        | Orlando Bocchi   | Pro Patria | -        |
| C        | Antonio De Carli | Cremonese  | -        |
| C        | Attilio Kossovel | Alleanza   | -        |
| A        | Mario Magnozzi   | Livorno    | -        |

| Cessioni | Cessioni         | Cessioni   | Cessioni |
| R.       | Nome             | a          | Modalità |
| -------- | ---------------- | ---------- | -------- |
| A        | Gennaro Bonsanto | Iris Milan | -        |
| C        | Luigi Giunta     | Inter      | -        |
| A        | Emilio Manazza   | Pavia      | -        |
| A        | Rocco Ranelli    | Brescia    | -        |
| A        | Mariano Tansini  | Napoli     | -        |
| A        | Guglielmo Zanasi | Modena     | -        |
| A        | József Zilisy    | Carrarese  | -        |

## Risultati

### Serie A

#### Girone di andata
| Livorno 28 settembre 1930 1ª giornata | Livorno                 | 0 – 0 | Milan | Campo di Villa Chayes\| Arbitro: \| D'Alessandro (Vercelli) \| |
| Arbitro:                              | D'Alessandro (Vercelli) |       |       |                                                                |

| Arbitro: | Turbiani (Ferrara) |

|  |           |                           |
|  | Marcatori | 4’, 73’ Munerati 78’ Orsi |

| Arbitro: | Lenti (Genova) |

|                                         |           |  |
| Bertolini 4’ Avalle 22’ E. Banchero 85’ | Marcatori |  |

| Arbitro: | Tassinari (Bologna) |

|  |           |            |
|  | Marcatori | 1’ Pastore |

| Arbitro: | Mattea (Torino) |

|               |           |                   |
| Serantoni 80’ | Marcatori | 5’ (aut.) Miltone |

| Arbitro: | Scarpi (Dolo) |

|              |           |                          |
| Sternisa 89’ | Marcatori | 74’ Muzzioli 77’ Fedullo |

| Arbitro: | Dani (Genova) |

|  |           |                                  |
|  | Marcatori | 17’ Torriani 20’ G. Santagostino |

| Arbitro: | Bertoli (Vicenza) |

|              |           |  |
| Magnozzi 45’ | Marcatori |  |

| Arbitro: | Gonani (Ravenna) |

|                                   |           |  |
| Carnevali 30’, 57’ A. Mazzoni 60’ | Marcatori |  |

| Arbitro: | Dani (Genova) |

|                          |           |  |
| Torriani 3’ Sternisa 50’ | Marcatori |  |

| Arbitro: | Barlassina (Novara) |

|                            |           |               |
| Stabile 45’ B. Frisoni 64’ | Marcatori | 30’ P. Arcari |

| Arbitro: | Mattea (Torino) |

|                   |           |  |
| Magnozzi 25’, 86’ | Marcatori |  |

| Arbitro: | Lenti (Genova) |

|                          |           |                                          |
| G. Santagostino 10’, 57’ | Marcatori | 35’ P. Innocenti 75’ Vojak I 85’ Tansini |

| Arbitro: | Scarpi (Dolo) |

|                        |           |              |
| I. Rossi 7’ Crosta 65’ | Marcatori | 63’ Torriani |

| Arbitro: | Zorzi (Belluno) |

|            |           |            |
| Minoia 25’ | Marcatori | 19’ Silano |

| Arbitro: | Melandri (Genova) |

|               |           |                            |
| Fasanelli 48’ | Marcatori | 25’ P. Arcari 56’ Sternisa |

| Arbitro: | Scorzoni (Bologna) |

|                                                             |           |  |
| Sternisa 16’ Torriani 61’ P. Arcari 73’ G. Santagostino 85’ | Marcatori |  |

#### Girone di ritorno
| Arbitro: | Turbiani (Ferrara) |

|                                                          |           |  |
| P. Arcari 22’, 32’, 86’ Sternisa 72’ G. Santagostino 79’ | Marcatori |  |

| Arbitro: | Garbieri (Genova) |

|                                         |           |                                         |
| Ferrari 7’ Orsi 65’ (rig.) Munerati 73’ | Marcatori | 15’ Torriani 30’ Magnozzi 40’ P. Arcari |

| Arbitro: | Carraro (Padova) |

|              |           |              |
| Magnozzi 32’ | Marcatori | 68’ Chierico |

| Arbitro: | Scorzoni (Bologna) |

|               |           |                                   |
| Malatesta 50’ | Marcatori | 36’ G. Santagostino 61’ P. Arcari |

| Arbitro: | Mattea (Torino) |

|              |           |                                              |
| Torriani 41’ | Marcatori | 4’ U. Visentin 16’, 58’ Serantoni 88’ Meazza |

| Arbitro: | Scarpi (Dolo) |

|                       |           |                                 |
| Maini 6’ Schiavio 44’ | Marcatori | 5’ G. Santagostino 36’ Magnozzi |

| Arbitro: | Melandri (Genova) |

|                                   |           |                     |
| P. Arcari 56’ G. Santagostino 79’ | Marcatori | 14’ F. Santagostino |

| Arbitro: | Carraro (Padova) |

|                               |           |  |
| Maffioli 57’, 60’ Ranelli 87’ | Marcatori |  |

| Arbitro: | Lenti (Genova) |

|                                               |           |               |
| Magnozzi 29’ Sternisa 65’ G. Santagostino 75’ | Marcatori | 23’ Subinaghi |

| Arbitro: | Melandri (Genova) |

|            |           |                                   |
| Bigogno 6’ | Marcatori | 35’ G. Santagostino 42’ P. Arcari |

| Arbitro: | Mastellari (Bologna) |

|              |           |                             |
| Magnozzi 40’ | Marcatori | 65’ B. Frisoni 79’ Casanova |

| Arbitro: | Scarpi (Dolo) |

|                                       |           |              |
| De Manzano 8’, 58’ Gazzari 86’ (rig.) | Marcatori | 45’ Torriani |

| Arbitro: | Beretta (Novi Ligure) |

|                     |           |         |
| G. Santagostino 54’ | Marcatori | 9’ Dusi |

| Arbitro: | Melandri (Genova) |

|  |           |              |
|  | Marcatori | 41’ Magnozzi |

| Arbitro: | Dani (Genova) |

|                               |           |              |
| Lorini 62’ Libonatti 83’, 88’ | Marcatori | 24’ Sternisa |

| Arbitro: | Carraro (Padova) |

|  |           |               |
|  | Marcatori | 71’, 75’ Volk |

| Arbitro: | Turbiani (Ferrara) |

|                                |           |                          |
| Castello 16’ Demarchi 50’, 71’ | Marcatori | 5’ G. Rossi 61’ Magnozzi |

## Statistiche

### Statistiche di squadra
| Competizione | Punti | In casa | In casa | In casa | In casa | In casa | In casa | In trasferta | In trasferta | In trasferta | In trasferta | In trasferta | In trasferta | Totale | Totale | Totale | Totale | Totale | Totale | DR |
| Competizione | Punti | G       | V       | N       | P       | Gf      | Gs      | G            | V            | N            | P            | Gf           | Gs           | G      | V      | N      | P      | Gf     | Gs     | DR |
| ------------ | ----- | ------- | ------- | ------- | ------- | ------- | ------- | ------------ | ------------ | ------------ | ------------ | ------------ | ------------ | ------ | ------ | ------ | ------ | ------ | ------ | -- |
| Serie A      | 31    | 17      | 7       | 3       | 7       | 27      | 22      | 17           | 5            | 4            | 8            | 21           | 31           | 34     | 12     | 7      | 15     | 48     | 53     | -5 |

### Statistiche dei giocatori
| Giocatore       | Serie A  | Serie A |
| Giocatore       | Presenze | Reti    |
| --------------- | -------- | ------- |
| P. Arcari       | 30       | 10      |
| O. Bocchi       | 22       | 0       |
| G. Borgo        | 8        | 0       |
| G. Carmignato   | 15       | -21     |
| D. Compiani     | 19       | -32     |
| A. De Carli     | 1        | 0       |
| L. Galetti      | 1        | 0       |
| A. Kossovel     | 2        | 0       |
| M. Magnozzi     | 32       | 10      |
| G. Marchi       | 24       | 0       |
| A. Minoia       | 2        | 1       |
| L.O. Moroni     | 23       | 0       |
| L. Perversi     | 34       | 0       |
| F. Pomi         | 34       | 0       |
| J. Ponzinibio   | 5        | 0       |
| G. Rossi        | 5        | 1       |
| G. Santagostino | 27       | 11      |
| A. Schienoni    | 34       | 0       |
| R. Sternisa     | 23       | 7       |
| G. Torriani     | 33       | 7       |